# Pseudacteon bispinosus
Pseudacteon bispinosus är en tvåvingeart som beskrevs av Borgmeier och Prado 1975. Pseudacteon bispinosus ingår i släktet Pseudacteon och familjen puckelflugor.
Artens utbredningsområde är Honduras. Inga underarter finns listade i Catalogue of Life.